# Agnetapark

Grundriss des Agnetaparks, Entwurf: Zocher

Der Agnetapark in Delft ist eine Ende des 19. Jahrhunderts entstandene gartenstadtähnliche Arbeiterwohnsiedlung, die von den Eheleuten Jacob van Marken und Agneta Matthes-van Marken für die Mitarbeiter der Nederlandsche Gist- & Spiritusfabriek NV errichtet und nach Agneta Matthes benannt wurde. Sie gilt als herausragendste ihrer Art und ihrer Zeit in den Niederlanden.
Die Wohnsiedlung entstand von 1882 bis 1884 auf einem rund 4 Hektar großen Gebiet im Norden Delfts im heutigen Stadtteil Hof an Delft, der zu dieser Zeit noch eine eigene, sehr ländliche Gemeinde war. Das Grundstück, auf dem der Wohnpark entstand, grenzte an das Fabrikgelände von van Markens Unternehmen.
Die Siedlung wurde nach den Plänen des Landschaftsarchitekten Louis Paul Zocher (einem Sohn von Jan David Zocher) als weitläufiger, von Wasserläufen durchzogener und im Stil eines Englischen Gartens angelegter Park gestaltet und bestand ursprünglich aus 48 Reihenhäusern, Doppelhaushälften und Vierspännern nebst Gemeinschaftshäusern und der Villa der Stifter, die von dem Architekten Eugen Gugel geplant waren.

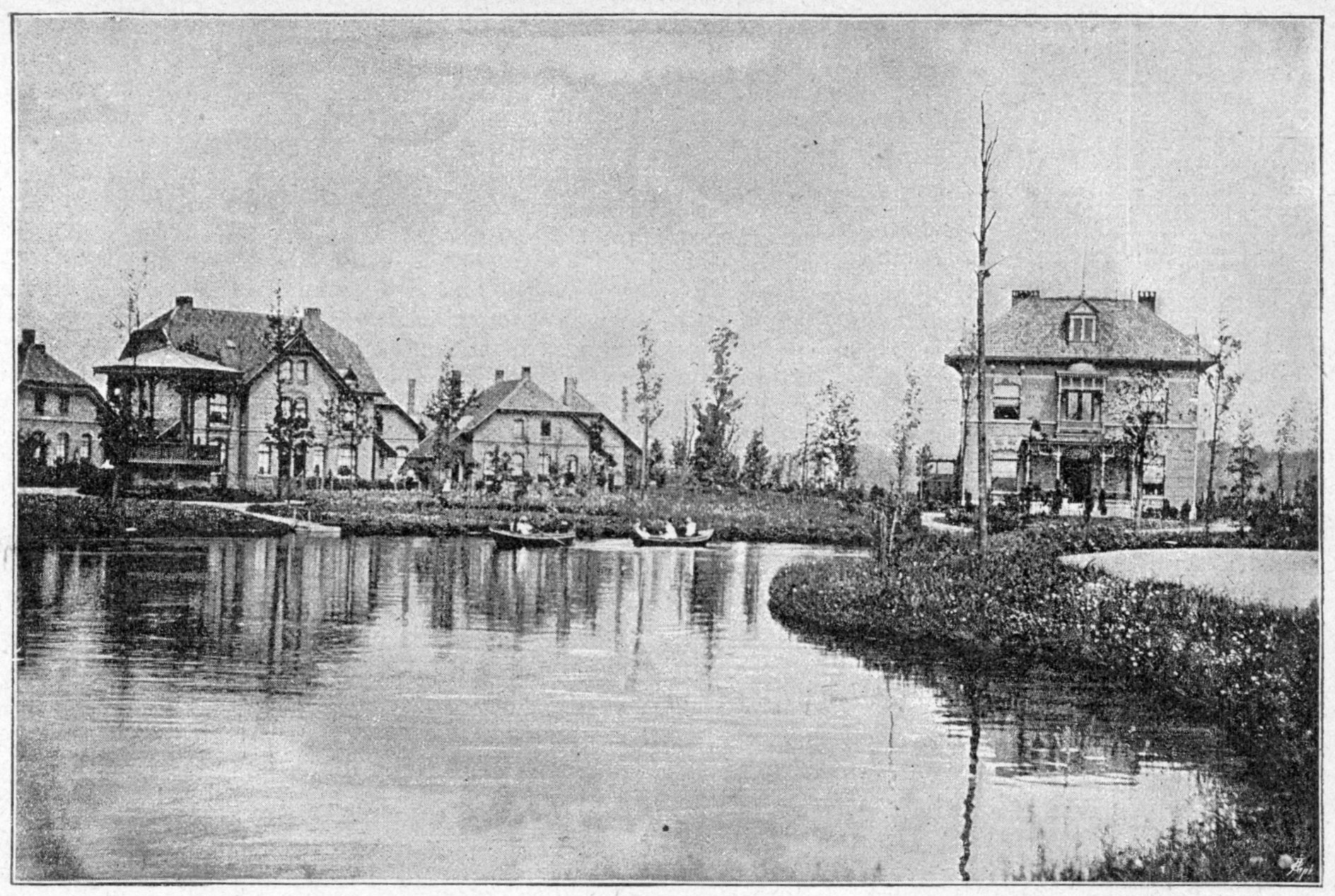
See mit Arbeiterhäusern und Villa Rust Roest um 1890

Neu war an diesem Wohnpark im Gegensatz zu anderen zeitgenössischen Arbeiterwohnungen, dass es sich um abgeschlossene, mehrstöckige Wohnungen mit eigenem Eingang und kleinem eigenen Gartenanteil handelte. Diese Wohnungsform war von England ausgegangen, wo schon Anfang des 19. Jahrhunderts die ersten Arbeitersiedlungen in Form von Reihenhäusern entstanden waren. Die Architekten des Agnetaparks gingen noch einen bedeutenden Schritt weiter, indem diese Wohnungen, ganz im Stil der heutigen Doppelhaushälften und Vierspänner, großzügig und abwechslungsreich in einem Erholung und Entspannung bietenden Park verteilt waren, der viel Freiraum bot und über zahlreiche Gemeinschaftseinrichtungen verfügte. Außerdem verfügte jede Wohnung über fließendes Wasser, einen Sanitärraum mit WC und Waschbecken – nahezu eine Sensation in jener Zeit.
Die Villa der Gründer lag inmitten der Siedlung und wurde von ihnen Rust Roest (wörtlich: „Die Ruhe rostet“, frei übersetzt: „Wer rastet, der rostet“) genannt. 1931 wurde die Villa Rust Roest, die lange leer gestanden hatte, in eine Haushaltsschule umgebaut, 1981 wurde das Gebäude abgerissen.
Seit 1989 steht der Agnetapark als Rijksmonument (Kulturdenkmal) unter Denkmalschutz.

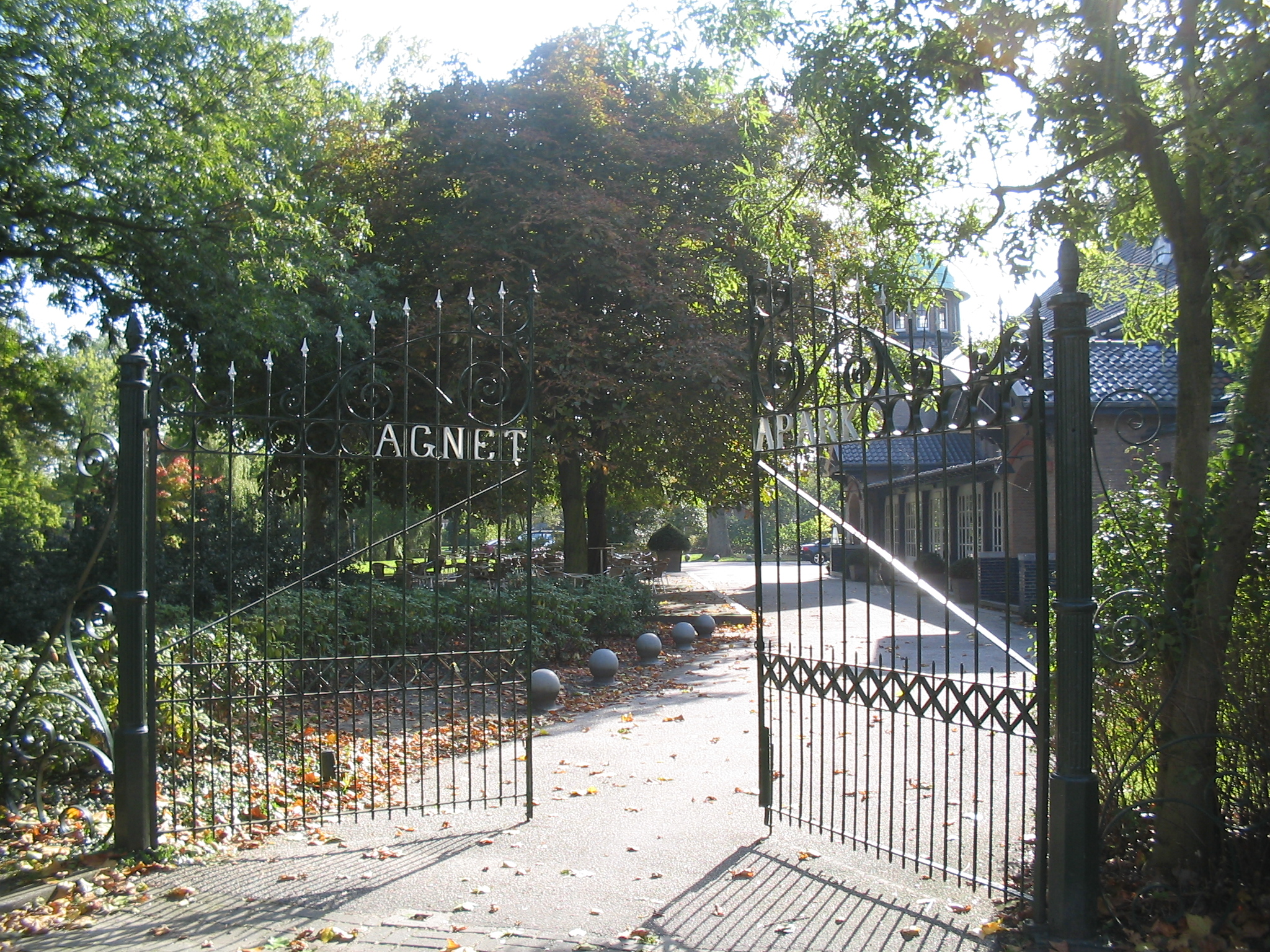
Eingang zum Park
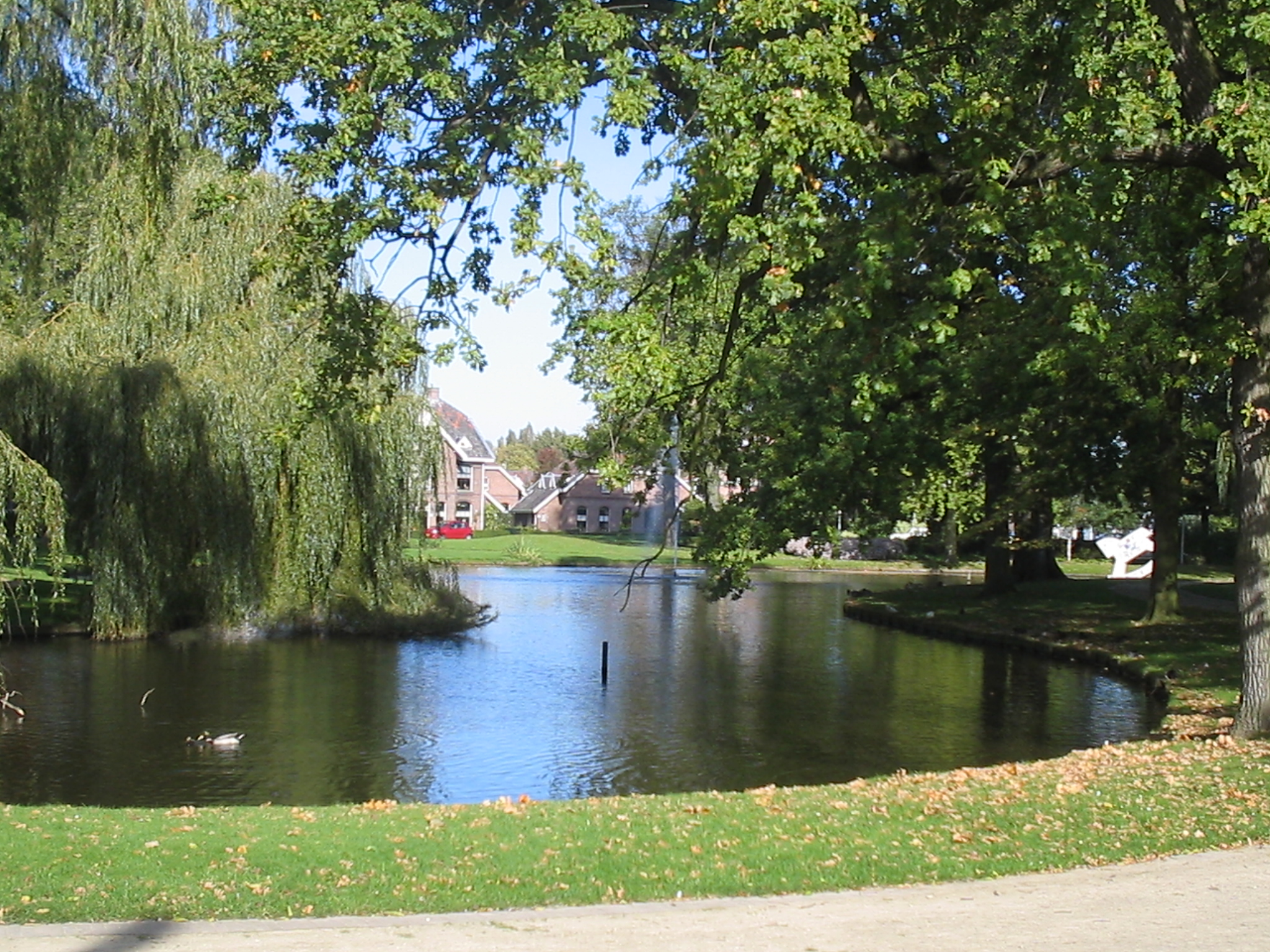
Der See
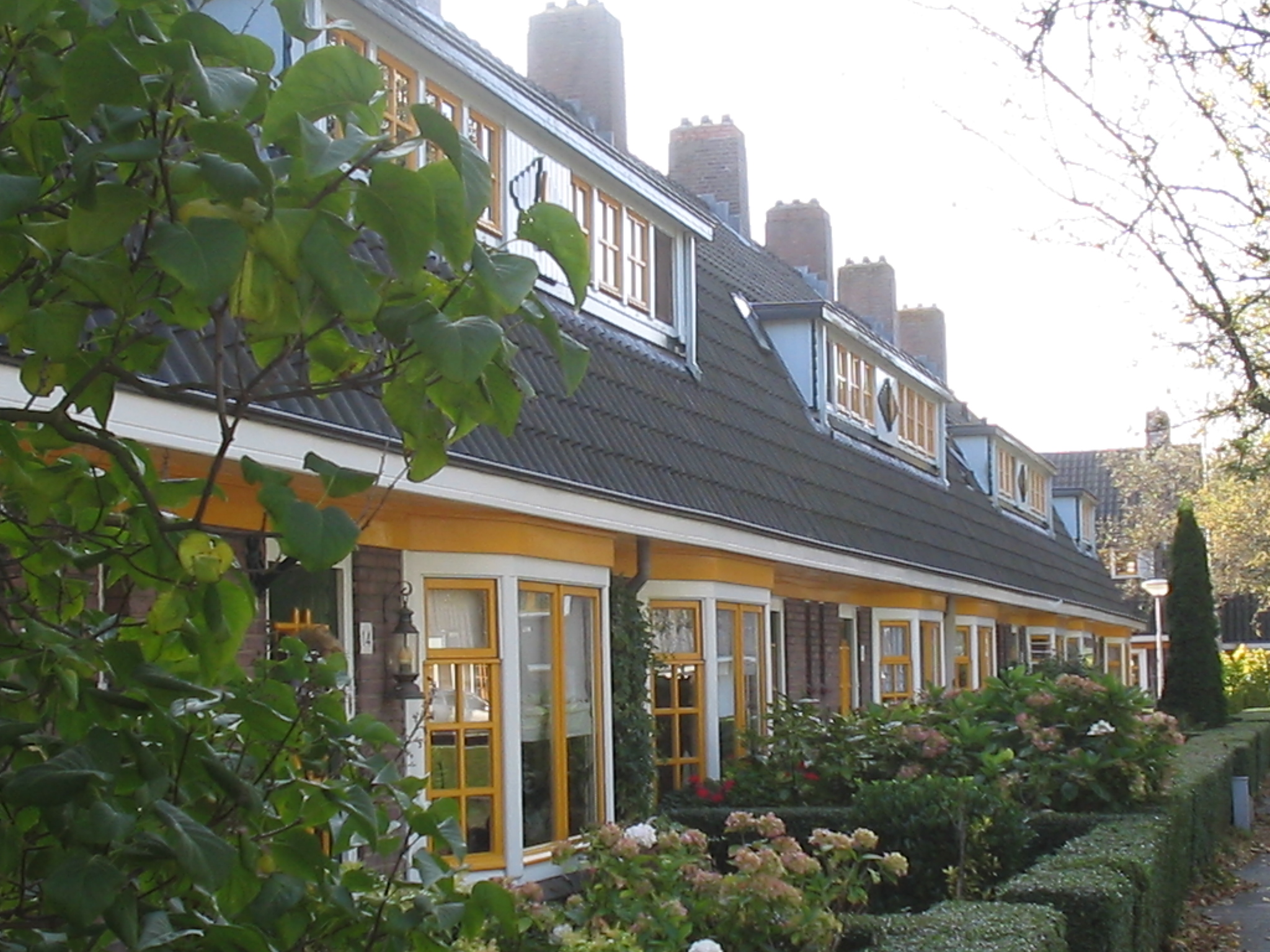
Häuserzeile
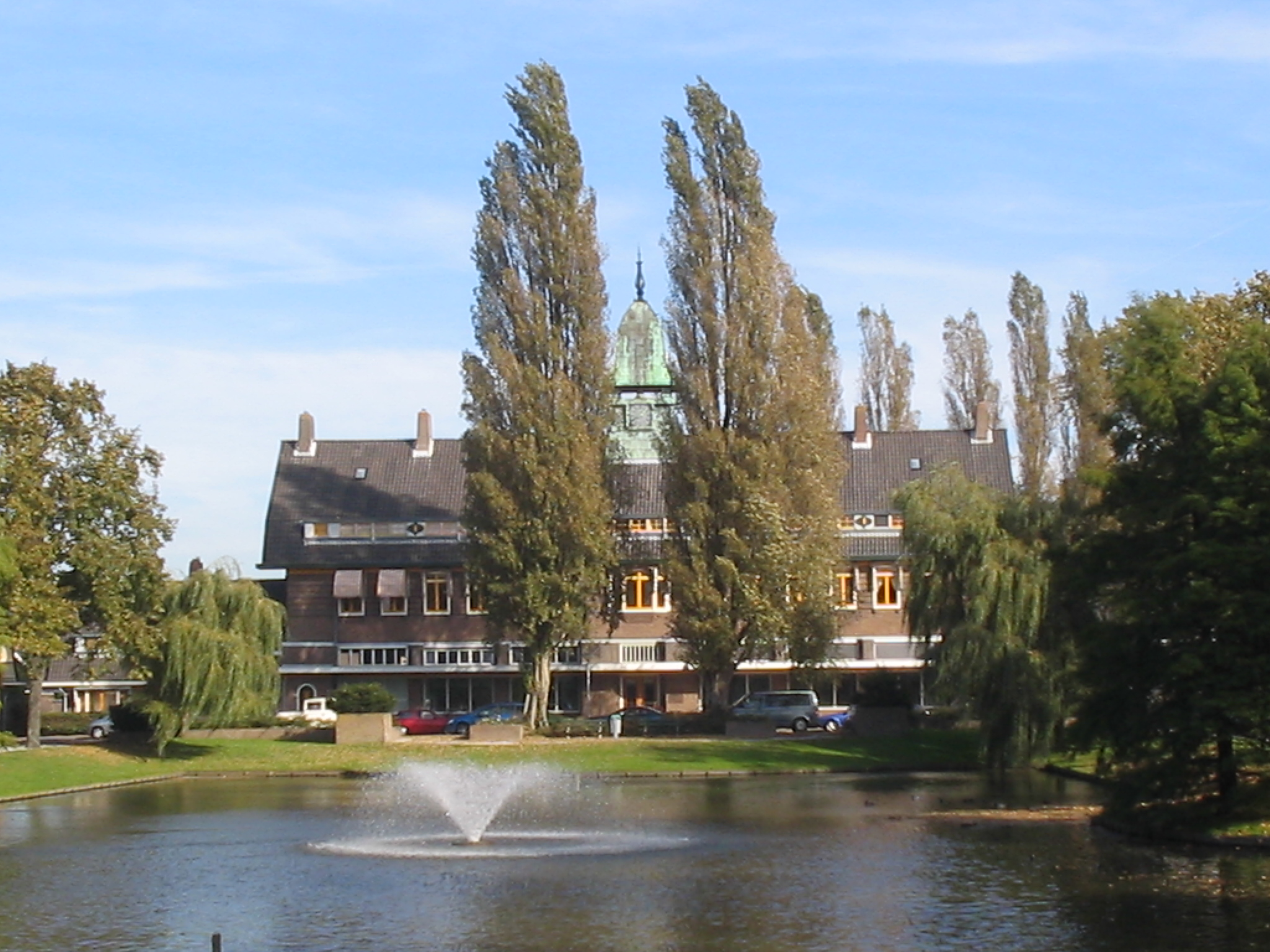
Südlicher Teich
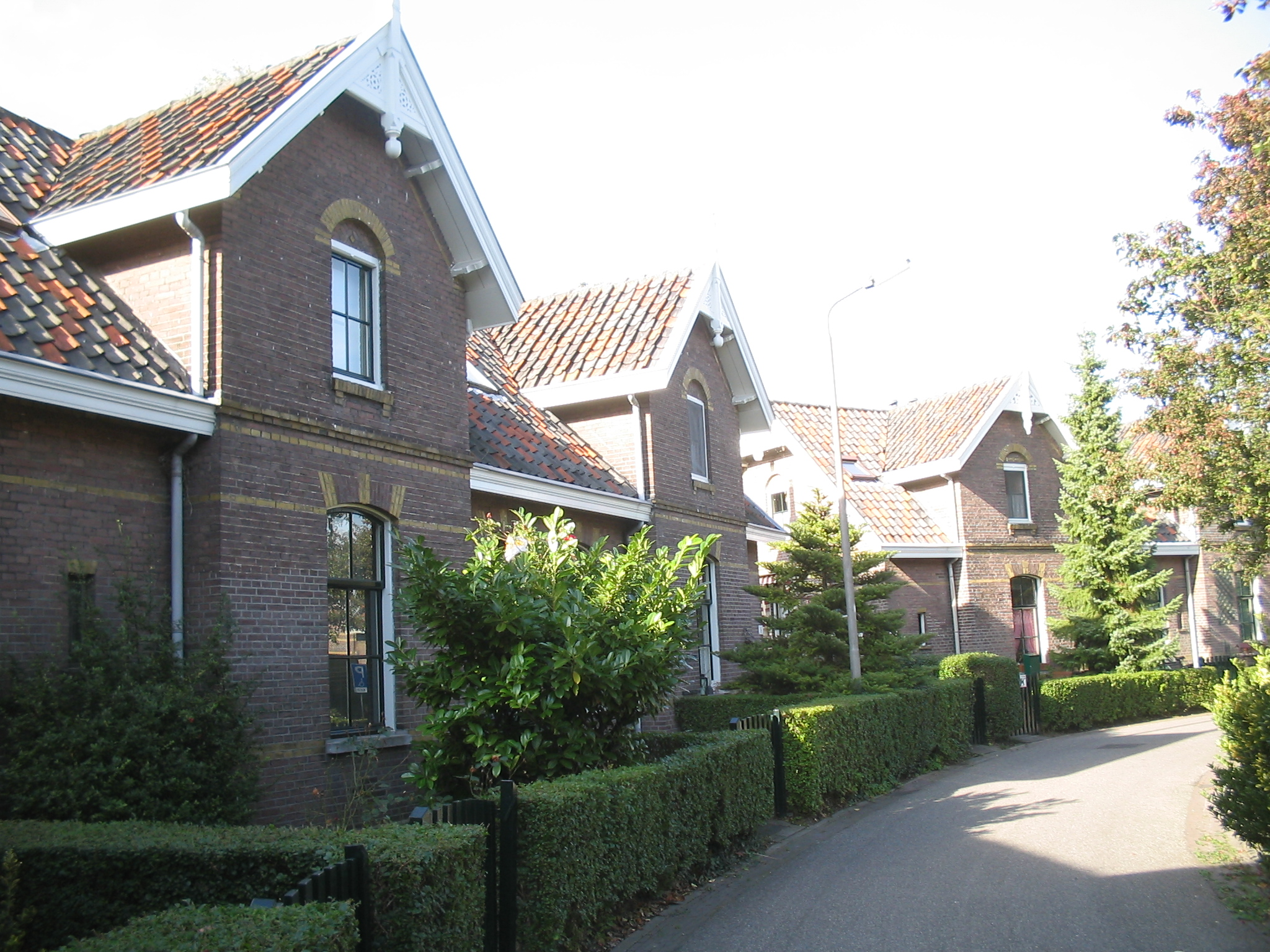
Arbeiterwohnungen